# Маруся Климова
Татьяна Николаевна Кондратович (род. 14 января 1961, Ленинград, СССР), известная как Мару́ся Кли́мова — русская писательница, переводчица.

## Биография
Родилась в семье капитана дальнего плавания (впоследствии проректора Морской академии имени адмирала Макарова и представителя Морфлота в Никарагуа).
Окончила филологический факультет ЛГУ. После окончания университета работала 
переводчицей в Регистре СССР, но затем под влиянием идей эстетического нонконформизма уничтожила свой университетский диплом и несколько лет перебивалась случайными заработками, подрабатывая уборщицей и санитаркой. После восстановления диплома некоторое время работала научным сотрудником в музее «Исаакиевский собор».
За попытку организовать забастовку сотрудников музея «Исаакиевский собор» с требованием отмены атеистической пропаганды в экскурсиях и последовавшие за ней публикации в газетах («Не хочу быть атеистом по приказу» (Смена, 28.04.1990), «Запрет на профессию» (Литератор, 9.02.1990)) Маруся Климова была лишена премий, надбавок за иностранные языки, отстранена от работы с интуристами и в апреле 1990 года уволена из научного отдела музея.
В 1980-е годы была связана с культурой ленинградского андеграунда, в начале 1990-х жила в Париже.

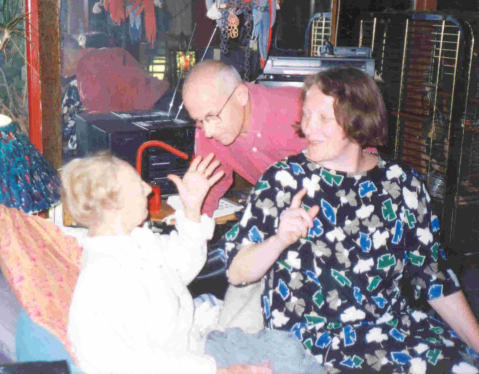
Люсетт Детуш, Франсуа Жибо, Маруся Климова, 1995, Медон

Во время своего пребывания в Париже в начале 1990-х годов Маруся Климова близко познакомилась с вдовой Луи-Фердинанда Селина Люсетт Детуш и в дальнейшем часто навещала её дом в Медоне. Тогда же биограф Селина адвокат Франсуа Жибо в шутку представил её своим юным друзьям из популярной во Франции группы «2Be3» как «внучку Ленина», а те восприняли эту информацию всерьёз и распространили среди своих многочисленных знакомых и поклонников. По этой причине среди участников возглавляемого писательницей движения Аристократический Выбор России она также известна как Маруся Климова фон Ленин.
В 1994 году Маруся Климова основала российское Общество друзей Луи-Фердинанда Селина и одноимённое издательство при нём.
В 1999 и 2000 годах совместно с художником Тимуром Новиковым проводила фестивали петербургского декаданса «Тёмные ночи».
В 1999 году во время презентации романа «Домик в Буа-Коломб» в петербургской галерее «Art-Collegium» Тимур Новиков вручил Марусе Климовой Рокфеллеровскую премию с формулировкой «за создание образа русского интеллигента с человеческим лицом». Маруся Климова является также профессором литературы Новой Академии Изящных Искусств, создателем и главой которой был Тимур Новиков.
В июне 1999 года, в канун двухсотлетнего юбилея А. С. Пушкина, вместе с Дмитрием Волчеком, Ярославом Могутиным и Вячеславом Кондратовичем издала снискавший скандальную известность журнал «Дантес».
В 2005 году сняла фильм «Убийство Жоашена или то, что не снял Фассбиндер» (по мотивам сцены из переведённого ею романа Жана Жене «Кэрель»). Организовала и провела несколько международных коллоквиумов, посвящённых творчеству Луи-Фердинанда Селина и Жана Жене. Была постоянным автором «Митиного журнала», сотрудничала с радио «Свобода», публиковалась в «Коммерсанте», «Независимой газете», «Русском журнале», «Квире», «Art-press» (Париж).
В автобиографической трилогии («Голубая кровь», «Домик в Буа-Коломб», «Белокурые бестии») дана широкая панорама переломных для России 1980-х-1990-х годов. Для романов Маруси Климовой характерны предельная отстранённость авторского взгляда, индифферентность к добру и злу, внимание к абсурдным и комическим деталям, размытость границ между здравым смыслом и безумием. Созданные писательницей образы новоявленных русских денди и трансвеститов, с лёгкостью меняющих свои маски и наряды, как нельзя лучше соответствуют атмосфере вселенского карнавала тех лет, ознаменовавшихся стремительной сменой социальных идентификаций.
Сборник «Морские рассказы» — собрание трагикомических историй из жизни моряков дальнего плавания, изложенных от мужского лица в нарочито грубой и циничной манере.
«Моя история русской литературы» представляет собой нечто среднее между собранием эссе и романом идей. Судьбы и произведения русских писателей преподносятся как факты личной биографии автора. Книга изобилует парадоксальными и утрированно субъективными суждениями и оценками.
В более поздних книгах («Безумная мгла», «Профиль Гельдерлина на ноге английского поэта», «Холод и отчуждение»), куда вошли стилизованные под дневниковые записи «мысли и опыты», характерные для Маруси Климовой темы, эпатаж и постмодернистская ирония сочетаются с приверженностью культу чистой красоты и гениальности.
В своих книгах и интервью Маруся Климова обычно позиционирует себя как декадентку, маргиналку и ницшеанку. По мнению журнала «Новый мир», «актуальных для Маруси Климовой писателей объединяет мизантропия, маргинальность, сексуальные перверсии, презрение к норме, к „буржуазной“ морали (которая всегда третируется как обывательская). Направление политического спектра особого значения не имеет — лишь бы это был самый его край».
Перевела с французского произведения Л.-Ф. Селина («Смерть в кредит», «Из замка в замок», «Север», «Ригодон», «Интервью с профессором Y», «Громы и молнии: пьесы, либретто, сценарии», «Война»), Жана Жене («Кэрель»), Пьера Гийота («Проституция», «Эдем, Эдем, Эдем», «Кома», «Книга»), Жоржа Батая («История глаза»), Моник Виттиг («Лесбийское тело»), Пьера Луиса («Дамский остров»), Луи Арагона («Лоно Ирены»), Франсуа Жибо («Собакам и китайцам вход воспрещён», «Не всё так безоблачно»), Пьера Буржада, Мишеля Фуко, Алена Гироди и др.. Также является автором русских переводов книги Д. фон Гильдебрандта «Святость и активность» (с немецкого) и «Символического пейзажа» Кеннета Кларка (с английского).
Член Союза писателей, Союза журналистов, Международной федерации журналистов, а также Союза кинематографистов. Произведения Маруси Климовой опубликованы на французском, немецком, английском, эстонском, латышском, сербском и итальянском языках.
В 2006 году Маруся Климова была удостоена французского Ордена литературы и искусства.
В 2007 году по результатам интернет-голосования, проведённого журналом «Собака.ру», признана самым знаменитым человеком Санкт-Петербурга в сфере искусства.

## Происхождение псевдонима
Псевдоним Маруся Климова является копией имени главной героини известной одесской воровской песни «Мурка», слова к которой предположительно написаны автором песни «Бублички» Ядовым.

## Награды
- Кавалер французского Ордена искусств и литературы (2006) (l’Ordre des Arts et des Lettres)
- Лауреат премии «Топ 50. Самые знаменитые люди Петербурга» (2007)

## Интервью
- Интервью Кириллу Савицкому для журнала «Топос»
- Интервью Владимиру Иткину для «Книжной Витрины»
- Интервью Игорю Бондарю-Терещенко
- Радио Свобода/Поверх барьеров: Маруся Климова рассказывает о книге «Моя теория литературы»
- Молимся на Петросяна: Маруся Климова в «Культурном дневнике» Дмитрия Волчека
- Бегство от буржуазности: интервью эстонской газете Eesti Päevaleht.
- Орден десяти крышечек: интервью Нестору Пилявскому для радио «Пюре».